# 1. FC Kaiserslautern im Nationalsozialismus

1. FCK – altes Logo (1931–1950)

Der 1. FC Kaiserslautern wurde im Nationalsozialismus wie andere Organisationen gleichgeschaltet. Seine jungen männlichen Mitglieder wurden genötigt, in die Hitlerjugend (HJ) einzutreten, die Mädchen wurden verpflichtet, Mitglied im Bund Deutscher Mädel (BDM) zu werden. Man drängte jüdische Mitglieder aus dem Verein. Das Stadion wurde auch durch Organisationen des NS-Staats wie die SA genutzt, Arbeitslose wurden zu Baumaßnahmen dort verpflichtet. Die Spiele des FCK wurden im Rahmen der neugeschaffenen Gauliga Südwest absolviert.

## Arisierung 1933
Beim 1. FC Kaiserslautern lassen sich auf verschiedenen Ebenen jüdische Bürger nachweisen, wie  Fußballspieler, Leichtathleten und einflussreiche Persönlichkeiten, die teilweise Ämter im Clubvorstand ausübten. Sie waren weitestgehend assimiliert. Jedoch begann man 1933 mit der Arisierung, jüdische Sportler aus den Turn- und Sportvereinen auszuschließen und ihnen jede weitere sportliche Betätigung zu untersagen. Beim 1. FCK lief die Arisierung vergleichsweise spät ab, da es noch 1936 jüdische Mitglieder im Verein gab. Dies änderte sich jedoch nach den Olympischen Spielen 1936, denn der außenpolitische Schein musste nicht mehr gewahrt werden und um einen Boykott der Spiele musste man auch nicht mehr bangen.
Mit der Unterzeichnung der „Stuttgarter Erklärung“ vom 9. April 1933 bestätigte der Verein seine Zustimmung zum Ausschluss der Juden aus den Sportvereinen und galt Ende 1936 auch als judenfrei.
Mit dem Beginn der Arisierung führte die NSDAP des Weiteren verschiedene alternative Sport- und Freizeiteinrichtungen ein, wie zum Beispiel „KdF-Angebote“, Veranstaltungen der Hitlerjugend (HJ) und dem „SA-Sport“. Die politische Unterwerfung der Freizeitkultur der Jugendlichen regelte am 25. Juli 1934 ein Vertrag zwischen Reichssportführer und Reichsjugendführer, der die Turn- und Sportjugend in die HJ eingliederte. Überdies erhielten die Jungen und Mädchen eine Zwangsmitgliedschaft, als 1936 die außerschulische Leibeserziehung der Reichsjugendführung unterstellt wurde. Von nun an gehörten die 14- bis 18-jährigen Jungen der HJ an, während die Mädchen Mitglied im Bund Deutscher Mädel (BDM) wurden. Da die Parteijugend mit der Sportjugend gleichgeschaltet wurde, blieb es den Jugendlichen verwehrt, in bürgerlichen Vereinen Sport zu treiben, wenn sie nicht der HJ angehörten. Diese Mitgliedschaft war nur der „arischen“ Jugend erlaubt und somit konnten jüdische Jugendfußballer ihren Sport nicht mehr beim 1. FC Kaiserslautern ausüben. Nun wurde die Betätigung im Verein zu einem „freiwilligen HJ-Sportdienst“. Ab Mitte 1937 gab es nur noch zwei Wochenenden im Monat, die für die sportliche Aktivität der Jugend in den Vereinen zur Verfügung standen. An den restlichen Sonntagen standen der „HJ-Dienst“ und die politische Erziehung der Jugend auf dem Plan. Es wurde außerdem entschieden, dass sie nicht bei den aktiven Fußballmannschaften aufgestellt werden durften, um sich nicht der HJ zu entziehen. Dieser Umstand bereitete dem FCK Schwierigkeiten, da gerade bei Auswärtsspielen des Öfteren Spieler fehlten.

## „Stadion Betzenberg“
Das Stadion Betzenberg wurde 1920 als Sportstätte aus Buntsandstein auf einer Erhebung erbaut. Und obwohl es den Club bereits seit 1900 gab, setzte sich die sprachliche Identifizierung mit dem Betzenberg erst Mitte der 1930er Jahre durch. Von da an waren der 1. FCK „der Betze“, die Spieler „die Betzenberger“ und die gesamte Mannschaft „der Betzenberg“.
Ab 1933 war das Stadion nicht mehr nur Spielstätte des 1. FCK; es wurde auch von der NSDAP für Sportveranstaltungen und Veranstaltungen mit politischem Charakter genutzt.

## Gleichschaltung
Mit dem Machtantritt der NSDAP wurden gleichzeitig jeglicher kultureller Individualismus und alle sozialen und konfessionellen Differenzierungen abgeschafft. Ab 1933 wurde von der Reichssportführung eine Reorganisation des Vereinssports durchgeführt. Daher wurden während der Gleichschaltung auch Firmen-, Werksport- und Behördensportvereine aufgelöst. Nachdem die sieben Landesverbände des DFB ihre Auflösung selbst vollzogen hatten, entstand Mitte 1933 eine regionale Unterteilung in 16 Gaue. In diesen konnten die Vereine weitgehend fortbestehen, wenn sie sich gleichschalten ließen. Unter dem großen Motto Gleichschaltung für die „Anpassung an die nationale Revolution“ mussten sich auch die Vereine in Kaiserslautern dem NS-Staat unterordnen und das „Führerprinzip“ annehmen. Nun mussten bei der Wahl der Vereinsvorstände erst die Gauführer des DRL und die zuständigen Kreisleiter der NSDAP die gewählte Person durch ihre Zustimmung berechtigen. Auch wurden die Rechte der Jahresmitgliederversammlung immer mehr eingeschränkt, jedoch konnte diese nicht komplett abgeschafft werden, da sie das Fundament des Vereins bildete, auf dem dieser aufbaute und sich entwickelte.

## Sportvereinspolitik
Bis 1938 zeigten die Fußballvereine in Kaiserslautern keine Bereitschaft sich aufzulösen, um sich mit anderen Vereinen zusammenzuschließen. Daher versuchten einige Politiker, dieses Vorhaben in Angriff zu nehmen. Da diese Versuche dem Verein jedoch zu undiplomatisch erschienen, scheiterten verschiedene Funktionäre daran. Einen humaneren Weg wählte Oberbürgermeister Richard Imbt, der taktische Vorabsprachen mit den Vereinen hielt. Diese blieben jedoch fruchtlos.
Einen ersten Erfolg in der Sportvereinspolitik erzielte der studierte Volkswirt Ludwig Müller, der 1931 zum Vorstandsvorsitzenden gewählt wurde. Unter seiner Führung wurde 1933 das „Führerprinzip“ in die Satzung des 1. FC Kaiserslautern aufgenommen. Doch noch vor Ablauf der Amtsperiode 1935/36 musste Müller aufgrund einiger Interessenkonflikte mit der NSDAP zurücktreten. Er wollte den Verein vor dem nationalsozialistischen Regime bewahren und pflegte des Weiteren Kontakte zu ehemaligen jüdischen Mitgliedern. Jedoch gab es weitere Aspekte, die ein Abtreten des Amtes begründeten: Müller hatte Einnahmen verschleiert, um einige Spieler zu bezahlen. Dies verstieß gegen die Amateurbestimmungen des DFB; zudem zeigte er keine politische Anpassungsbereitschaft, war für diverse Zuschauerausschreitungen verantwortlich und unterschlug wiederholt Gelder des Vereins. Daher übernahm August Nebling 1936 die Vereinsführung, die er 1938 an Bürgermeister Allbrecht abgab.
Es folgten noch einige weitere Amtsübernahmen und Fusionsversuche, so zum Beispiel von Jakob Knissel und Peter Meyer. Obwohl die NSDAP nicht nur aus ideologischen Gründen handelte, sondern auch logistische Herausforderungen mit der Zusammenlegung der Vereine bewältigen wollte, scheiterten am Ende alle Versuche aufgrund vielfältiger Gegebenheiten und Probleme. Unter anderem zwang der einsetzende Weltkrieg die Fusionspolitik zum Stillstand, aber auch der beginnende Erfolg der „Walter-Elf“ lieferte Gründe für das Scheitern. Der FCK blieb ein eigenständiger Verein.

## Gaupolitik
Die erfolgreiche Ära der „Walter-Elf“ begann in der Kriegszeit des Nationalsozialismus. Der Club gewann eine Gaumeisterschaft und wurde in die Aktivitäten des Gauleiters Josef Bürckel integriert, um Werbung für die Besatzungspolitik in Lothringen zu machen.
Bürckel war ein Anhänger der NSDAP, der Siedlungs-, Bau- und Arbeitsbeschaffungsprogramme betrieb. Er wollte die Pfalz von Bayern lösen und ein Südwestterritorium errichten, das eine verwaltungsmäßige Einheit bilden sollte. Das Saarland sollte rückgegliedert werden, womit alle Saarvereine in die Gauliga Südwest eingegliedert wurden. Nach dem Frankreichfeldzug wurde das Territorium von Bürckel in den Gau Westmark umbenannt. In Bürckels Gau wie auch im Rest der durch Hitler einverleibten Gebiete wurden durch die Eroberung und Annexion die bestehenden Sportstrukturen zerschlagen und Gauligen gebildet. So spielten ab 1941 in der Gauliga Westmark sowohl lothringische Vereine als auch Vereine der Saar und der Pfalz. Da sich der Nationalsozialistische Reichsbund für Leibesübungen (NSRL), der aus dem DRL entstand, zunehmend etablierte, wurde der Sport als politisches Instrument der NSDAP gefestigt und die Westmark als kulturelle Einheit gestärkt.
Ein weiterer Aspekt der Gaupolitik war die „Entwelschelung“ bzw. „Eindeutschung“ des besetzten Lothringens. Im Zuge dieser Maßnahmen wurde die Kommunalpolitik durch die Nationalsozialisten reorganisiert, alle französischen Beschriftungen wurden aus öffentlichen Räumen entfernt, die Straßennamen mit deutschen Bezeichnungen versehen und alle Denkmäler Lothringens vernichtet. Des Weiteren ließ der Oberbürgermeister alle Sportvereine von Metz auflösen; er machte aus dem FC Metz den Gesamtverein FV Metz. Bereits am 5. August 1940 kam es zu einem Propagandaspiel zwischen dem FV Metz und dem 1. FC Kaiserslautern, das 1:9 endete und bei dem Fritz Walter sechs der neun Tore erzielte. Das Spiel wurde als ein weiterer Triumph des Frankreichfeldzuges gesehen, wobei man darüber hinwegsah, dass der FV Metz aus einer nicht eingespielten Mannschaft von gerade erst heimgekehrten Soldaten bestand.
Im weiteren Verlauf folgten viele Propagandaspiele der lothringischen Fußballvereine, die gegen die Clubs aus dem Saarland und der Pfalz antraten. Auch der 1. FCK bestritt noch weitere Spiele gegen den FV Metz. Solche Spiele sollten der NSDAP dienen, um ihre Volkstumspolitik voranzutreiben. Da der FCK sich überdies um Propagandaspiele bemühte, trug auch er zur Eroberungspolitik der Nationalsozialisten bei. Weil Bürckel es schaffte, die Unterschiede zwischen den pfälzischen, saarländischen und lothringischen Vereinen zu beseitigen und den Gau Westmark als eine Einheit etablierte, änderte sich auch die Bezeichnung für den 1. FC Kaiserslautern. Somit wurden aus den Fußballspielern die Westmärker.

## Sportliche Bilanz
Die Erfolge der Mannschaft stellten sich erst nach 1945 ein. Zehn Jahre lang stellte der Club das Team, das im bundesdeutschen Fußball dominierte. Von 1940 bis 1950 war Fritz Walter der einzige Nationalspieler in den Reihen des FCK. Seine Bedeutung lässt sich an den Meisterschaftsrunden des Westmarkgaus erkennen, die in drei Phasen eingeteilt werden kann: die Phase vor Fritz Walter (1932/33–1937/38), die Zeit mit ihm als Spieler (1938/39–1942/43) und die Zeit nach ihm (1943–1945). In der Saison 1932/33 belegte die Mannschaft den zweiten Platz in der Bezirksliga Rhein-Saar und qualifizierte sich für die Endrunde der süddeutschen Meisterschaft. Ein Jahr später musste sie als Tabellenvorletzter in die Bezirksklasse absteigen, in der das Team 1936 Meister wurde und in die Gauliga Südwest aufstieg. Bereits 1937/38 stieg die Mannschaft wieder ab, konnte aber 1938/39 in Walters erster Spielzeit sofort wieder aufsteigen. Da bereits nach dieser Saison der Krieg ausbrach, wurden die Meisterschaftsspiele erst einmal abgesagt. Die Verbandsspiele wurden durch örtliche Spielgruppen ersetzt und die Vereine, die den Gau- und Bezirksklassen angehörten, diesen zugeteilt. Ende November begann die Meisterschaft, die mit jeweils sieben Mannschaften in den Gruppen Mainhessen und Saarpfalz unterteilt war. Von nun an hieß der Wettbewerb „Kriegsmeisterschaft“ und endete mit einem Entscheidungsspiel zwischen dem 1. FCK und Borussia Neunkirchen, das die Lauterer mit 4:1 für sich entschieden. Somit war es ihnen gelungen, als Aufsteiger den Meistertitel zu holen.
In der folgenden Saison wurde der Club nur Zweiter hinter dem FV 03 Saarbrücken und auch den „Tschammer-Pokal“ konnte er nicht für sich entscheiden. Zu Beginn der Spielzeit gab es eine erneute Veränderung der Sportpolitik. Aus der Gruppe Saarpfalz wurde der Sportgau Westmark und die Gruppe Mainhessen wurde zur Gauliga Hessen-Nassau. 1941/42 wurde die Reorganisation mit der Aufnahme der lothringischen Vereine in den Sportgau Westmark vollendet. Der Erfolg der „Betzenberger“ in der neuen Saison schien unwahrscheinlich, da viele Spieler zum Wehrdienst eingezogen worden waren. Daher durften ab 1942 die aktiven Mannschaften bis zu sechs Jugendspieler in ihren Kader aufnehmen. 1942/43 taten sich die Lücken in der Mannschaft auf: Ottmar Walter war zur Marine gegangen, der Torhüter stand der Mannschaft nicht mehr zur Verfügung und auch Fritz Walter wurde eingezogen. Daher bestand die Mannschaft nun aus einem Gemisch von Stammspielern und unerfahrenen Jungspielern. Zeitweise kehrten die Fußballer als „Urlauber“ für ein paar Spiele in das Team zurück, doch ließ sich nicht verhindern, dass der Club im November 1942 auf den letzten Tabellenplatz abrutschte. Konnten sie sich in dieser Saison noch auf den fünften Platz herankämpfen, landeten die „Betzenberger“ in der darauf folgenden Spielzeit mit nur drei gewonnenen Spielen auf dem letzten Platz. Der Umstand, dass der Mannschaft schließlich 14 Spieler fehlten, gibt Aufschluss über ihre Situation. Doch machten auch die Ergebnisse der Spiele, bei denen Fritz Walter beteiligt war, deutlich, dass er Einfluss auf die Mannschaft hatte, sie führte und dem Team zurecht seinen Namen gab. War es zunächst noch sehr ungewohnt, dass Gastspieler die Mannschaft auffüllten, profitierte der Club in den ersten drei „Kriegsmeisterschaften“ von ihnen. Der Grund dafür war die „23er-Kaserne“ in Kaiserslautern, die ihre Soldaten dem Verein zur Verfügung stellte. Allerdings gab auch der FCK Spieler als „Gäste“ an andere Clubs ab. Beispielsweise spielte Fritz Walter von April bis Juni 1943 bei der TSG Diedenhofen, später bis Kriegsende bei der Soldatenmannschaft „Rote Jäger“; er konnte in dieser Zeit nicht mehr an Gauligaspielen teilnehmen.